# Alonzo A. Hinckley
Alonzo Arza Hinckley (ur. 23 kwietnia 1870 w Cove Fort, zm. 22 grudnia 1936 w Salt Lake City) – amerykański przywódca religijny i misjonarz.

## Życiorys
Urodził się w rodzinie mormońskich pionierów w Cove Fort, w ówczesnym Terytorium Utah. Uczęszczał do szkół w Fillmore, następnie kształcił się w Brigham Young Academy oraz Millard Stake Academy. Służbę misyjną, w mormońskiej kulturze tradycyjną część życiorysu młodych mężczyzn, odbył w Holandii. Typowa dla świętych w dniach ostatnich bogata tradycja folklorystyczna przechowała opowieści o tym, jak to otrzymał podczas swej posługi dar języków, wcześniej doświadczając wielkich trudności w nauce języka niderlandzkiego. Ta sama tradycja przechowuje opisy rzekomo dokonywanych przez niego wówczas uzdrowień. Miał chociażby przywrócić do zdrowia chromego chłopca, jak również uzdrowić poważnie chorą kobietę, której obiecał powrót do pełnej sprawności, jeśli ta mieć będzie wystarczającą wiarę oraz zostanie ochrzczona. Tradycja przekazuje, iż nauczana przez Hinckleya kobieta została ochrzczona w zamarzniętym zbiorniku wodnym. By należycie dokonać obrzędu, należało zresztą wyrąbać dziurę w pokrywie lodowej. Kobieta miała rzeczywiście ozdrowieć. Wyemigrowała następnie do Utah, gdzie urodziła jedenaścioro dzieci.
Hinckley większość życia spędził wszakże w hrabstwie Millard w Utah. Zaangażował się w życie publiczne, zasiadał w stanowym parlamencie, pełnił też funkcję stanowego komisarza rolnictwa. Był jednak przede wszystkim zaangażowany w posługę w macierzystej wspólnocie religijnej. W 1902 zastąpił swego ojca na stanowisku prezydenta palika Millard. Po jego podziale w 1912 otrzymał powołanie prezydenta nowo utworzonego palika Deseret, w którym posługiwał do 1929. W 1932 stanął na czele kalifornijskiej misji Kościoła. Jako jej prezydent posługiwał do 1935.
Na początku XX wieku otrzymał swoje błogosławieństwo patriarchalne. W mormońskiej kulturze jest ono świętym tekstem zawierającym pouczenia i obietnice dla godnego ich wiernego. Ma naśladować błogosławieństwa, którymi starotestamentalny Jakub obdarzył swych synów. Stwierdzało ono, że jeśli pozostanie wierny Kościołowi, zostanie włączony w skład Kworum Dwunastu Apostołów. Wszedł do tej jednej z najwyższych rad kapłańskich wspólnoty 11 października 1934. Tym samym, podobnie jak inni członkowie tego gremium, był uznawany przez wiernych za proroka, widzącego i objawiciela. Zmarł w Salt Lake City.
Poślubił Rose May Robinson, doczekał się z nią czternaściorga dzieci. Był wujem Gordona B. Hinckleya, piętnastego prezydenta Kościoła (1995-2008).